# محمد فهد الحارثي
محمد فهد الحارثي، كاتب صحفي وخبير إعلامي سعودي مقيم بالمملكة العربية السعودية، والرئيس التنفيذي لهيئة الإذاعة والتلفزيون السعودية منذ أغسطس 2020، ورئيس اتحاد إذاعات الدول العربية منذ ديسمبر 2021. تمتد خبرته لأكثر من 20 عاماً في مجالي الإعلام التقليدي والإعلام الجديد، وهو رئيس المنتدى السعودي للإعلام منذ عام 2019، ورئيس جائزة المنتدى السعودي للإعلام. كما أنه عضو مجلس إدارة الرابطة العالمية للصحف وناشري الأنباء «وان إفرا»، وهو عضو مجلس إدارة هيئة الصحفيين السعوديين، ويتولى رئاسة تحرير مجموعة مجلات ومواقع منها: الرجل وسيدتي وموقع Abouther التابعة للمجموعة السعودية للأبحاث والتسويق. والحارثي حاصل على دراسات عليا بالصحافة الدولية من جامعة سيتي لندن البريطانية، والبكالوريوس في الهندسة المعمارية.

## السيرة المهنية
- بدأ الحارثي مسيرته المهنية في صحيفة «الشرق الأوسط» في لندن، وذلك قبل أن ينضم كمراسل إلى صحيفة «عرب نيوز» (Arab News) والتي تصدر باللغة الإنجليزية. ثم انتقل بعد ذلك إلى العمل كصحافي زائر في صحيفة «الفايننشال تايمز» اللندنية، ثم انتقل إلى صحيفة الاقتصادية التي تصدر في السعودية؛ حيث تدرّج في منصبه من صحافي إلى مسؤول عن صفحتها الأولى؛ حتى وصل إلى منصب مدير تحرير الصحيفة.
- في عام 1997، تولى الحارثي منصب رئيس تحرير مجلة الرجل التي تصدر في لندن، عن المجموعة السعودية للأبحاث والتسويق. وفي عام 2004، تولى الحارثي رئيس تحرير مجلتي سيدتي والجميلة الصادرتين في لندن عن المجموعة ذاتها، بالإضافة إلى عمله رئيساً لتحرير مجلة الرجل، حتى انتقل بمقر عمل المجلتين إلى مدينة دبي للإعلام بعد عامٍ من تولي منصبه.[6]
- أدى الحارثي دوراً رئيساً في تحويل مجلة سيدتي إلى نموذجٍ رياديٍ في عالم الصحافة العربية والإعلام الرقمي؛ حيث أصبح اسم سيدتي اليوم يمثّل مجموعة واسعة من المجلات المتخصصة والمواقع الإلكترونية بمختلف المجالات، وتضم تحت مظلتها «مجلة سيدتي ديكور» و«مجلة سيدتي وطفلك» و«مجلة سيدتي أزياء» ومجلة سيدتي باللغة الإنجليزية "Sayidaty Magazine"،[7] بالإضافة إلى "موقع سيدتي.نت"، و"موقع الجميلة.كوم" و "موقع سيدي" و"موقع الرجل" و"موقع مطبخ سيدتي" و"موقع سيدتي TV" و"موقع جائزة سيدتي للتميز والإبداع" و"موقع المول"، وهو أول منصة تسوق رقمية تطلقها مطبوعة عربية، وأيضاً موقع "Abouther.com" والذي يمثل أول موقع يتوجه للغرب ليسلّط الضوء على إنجازات المرأة السعودية والعربية باللغة الإنجليزية.[8]

- من عام 2013 حتى العام 2016، تسلّم الحارثي رئاسة تحرير صحيفة «عرب نيوزArab News» الصادرة في السعودية باللغة الإنجليزية عن المجموعة السعودية للأبحاث والتسويق.[9] ودشّن من خلال الصحيفة مشروع «منتدى عرب نيوز الحواري»، والذي يستضيف ندواتٍ لمناقشة قضايا الساعة ويقدّمها مسؤولون ودبلوماسيون رفيعو المستوى.[10]
- في نوفمبر 2016، فاز الحارثي بانتخابات مجلس إدارة هيئة الصحافيين السعوديين وأصبح عضوًا في المجلس الذي يمثل قطاع الإعلاميين في السعودية وأحد مؤسسات المجتمع المدني.[11]
- وفي يونيو 2019، انتخب مجلس إدارة الرابطة العالمية للصحف وناشري الأنباء (وان إفرا) في بريطانيا؛ الإعلامي السعودي محمد فهد الحارثي عضواً في مجلس الإدارة.[5] وهي المنظمة العالمية الأهم في مجال الصحافة.
- وفي يوليو 2019، تم تعيين الحارثي من قبل مجلس إدارة هيئة الصحفيين السعوديين؛ رئيسًا للمنتدى السعودي للإعلام، ورئيسًا لجائزة الإعلام السعودي التي تقام للمرة الأولى في نوفمبر 2019.[3][12][13] كما قام بتنظيم المنتدى السعودي للإعلام بنسختيه الأولى عام 2019،[14] والثانية عام 2023، والثالثة عام 2024.[15][16]
- في سبتمبر 2020، عين رئيساً تنفيذيًا لهيئة الإذاعة والتلفزيون خلفاً لداود الشريان.[17]
- في ديسمبر 2021، انتخب رئيساً لاتحاد إذاعات الدول العربية (أسبو).[18]
- في نوفمبر 2022، قام بتنظيم المهرجان العربي للإذاعة والتلفزيون.[19]
- عضو مؤسس لمنتدى القيادات العربية الشابة في دافوس الشرق الأوسط، وعضو بمشروع الخليج 2000 في جامعة كولومبيا في نيويورك، وعضو سابق في نقابة الصحافيين البريطانية NUJ.
- مشارك رئيس في العديد من الملتقيات والمؤتمرات العربية والدولية، والتي تُعنى بشؤون الإعلام المطبوع والإعلام الجديد.[20]
- يُشارك دورياً بمقالات سياسية في صحيفة الشرق الأوسط وجريدة البيان،[21] وله مقال أسبوعي في مجلة سيدتي ومقال شهري في مجلة الرجل.
- رئيس اللجنة الإعلامية لمناسبة يوم التأسيس (2022-2023).[22]
- رئيس اللجنة الإعلامية لمناسبة يوم العلم 2023.

## البرامج التلفزيونية
في عام 2015، أطلق الحارثي برنامج «بدون شك» على شاشة قناة MBC، كمقدّم ورئيس تحرير البرنامج السبوعي الذي يُناقش قضايا اجتماعية متنوعة ويحلّها بأسلوب تلفزيون الواقع، وقد خلق برنامج «بدون شك» تأثيراً على خارطة البرامج التلفزيونية الاجتماعية بأن حرّك جدلاً إيجابياً في العالم العربي، وحقق نسب مشاهدة عالية في العالم العربي.

## مبادرات الإعلام الاجتماعي والمسؤولية المجتمعية
- قاد حملة «لا لزواج القاصرات» في العالم العربي، وهي الحملة التي انضم إليها شخصيات بارزة ووزراء وفنانون مشاهير، وجمعت تواقيع أكثر من عشرة آلاف شخص. وأثارت هذه الحملة نجاحاً كبيراً وتفاعلاً، خاصة بعد نجاحها في إحباط خمس زيجات لقاصرات بالمشاركة مع جمعيات خيرية في السعودية ومصر واليمن.[25][26]
- قاد حملة «بادر بالخير»، والتي تهدف إلى تطوير المفهوم التقليدي للخير من التبرعات إلى التعليم والمساعدات النوعية. وسعت هذه المبادرة إلى تعزيز المبادرات المجتمعية والإنسانية وتعميم ثقافة التطوع في المجتمعات.[27][28]
- قاد حملة ضد العنف الأسري وخطورة وجود عنف مسكوت عنه داخل الأسر، وكانت الحملة بمسمى «خلي صوتك مسموع مش مقموع»؛ بهدف تشجيع الأشخاص المتضررين من العنف للوقوف ضده وعدم السكوت أو القبول به.[29]
- في عام 2021، قام بإطلاق مبادرة «منتج» وذلك لتحفيز الإبداع والمبدعين في مجال الإعلام.[30][30][31]
- في عام 2022، قام بإطلاق معرض مستقبل الإعلام (فومكس).[32][33]

## الجوائز
- في عام 2002، حصل محمد فهد الحارثي على جائزة الخليج للتميز تكريماً لنجاحه وإنجازاته في مجالات التحرير والصحافة المطبوعة والرقمية.[34]

- في عام 2014، حصد الحارثي جائزة الإبداع الإعلامي في بيروت، وذلك عن إنجازاته في عالم الإعلام المطبوع والمرئي والرقمي.[35]